# Pic du Midi de Siguer
Pour les articles homonymes, voir Pic du Midi.
Le pic du Midi de Siguer est un sommet des Pyrénées françaises situé dans le département de l'Ariège en région Occitanie.

## Géographie

### Topographie
Situé sur les communes de Siguer et Gestiès, dans le département de l'Ariège, ce sommet domine la vallée de Siguer. Situé sur l'épaule Ouest du pic de Baljésou, il culmine à 2 003 m d'altitude.
Le sommet est situé dans le périmètre du parc naturel régional des Pyrénées ariégeoises.

### Géologie
La roche est essentiellement siliceuse.

## Voies d'accès
Il se trouve au sud du village de Siguer, à l'est du parking de Bouychet accessible à la bonne saison par la RD 224 empruntée également par le GRT 65 conduisant en Andorre par le port de Siguer (2 395 mètres).